# 費茲帕特里克 (喬治亞州)
費茲帕特里克（英語：Fitzpatrick）是位於美國喬治亞州特維格縣的一個非建制地區。該地的面積和人口皆未知。

## 地理
費茲帕特里克的座標為32°44′56″N 83°26′15″W / 32.74889°N 83.43750°W，而該地的平均海拔高度為168米（即551英尺）。